# Sigmodon ochrognathus
Espèce
Statut de conservation UICN

 LC  : Préoccupation mineure
Sigmodon ochrognathus est une espèce de rongeurs nord-américaine de la famille des Cricetidae.

## Description
Sigmodon ochrognathus a une longueur totale de 192 à 243 mm, la tête et le tronc occupant ensemble une longueur de 132 à 144 mm,, les femelles étant légèrement plus courtes et plus grosses. Aucun dimorphisme sexuel significatif n'a été observé. L'espèce a des pattes postérieures de 25 à 29 mm de long et des oreilles de 20 à 22 mm de long et un poids de 41 à 133 g. L'espèce se distingue par deux taches jaune orangé des deux côtés du museau, qui sont parfois combinées. Dans de nombreux spécimens, il y a un anneau claire sous les yeux. La fourrure sur le dessus est constituée de poils gris avec des pointes brunes. De plus, certains poils ont des taches jaunes. Il y a des Robes grises et des sous-poils blancs sur le dessous. Comparé à d'autres espèces du même genre dans la même zone de répartition, la queue est plus couverte de poils et a des écailles plus petites, ne dépassant pas 0,5 mm de large. Elle a une couleur foncée en haut et une couleur gris clair en bas. Dans chaque moitié de la mâchoire, il y a une incisive, pas de canine, pas de prémolaires et trois molaires.

## Répartition
L'aire de répartition de Sigmodon ochrognathus s'étend des États-Unis de l'Arizona, du Nouveau-Mexique et du Texas, et au Mexique, du côté est de la Sierra Madre occidentale, au centre de l'État de Durango et à l'ouest dans l'État de Coahuila.
Il est principalement dans le terrain rocheux recouvert d'herbe. On peut le trouver aussi dans les clairières des forêts de chênes, de pins, de douglas ou de genévriers et de pins à pignons.
Il se trouve généralement sur les pentes inférieures et plus sèches à des altitudes inférieures à 1 950 m. Cette espèce est la plus xérophile de son genre.

## Écologie et comportement
Le comportement du Sigmodon ochrognathus ressemble à celui d'un campagnol. Il creuse des structures souterraines dans la couche supérieure du sol ou dans des balles d'herbe. Il utilise également des poches abandonnées de géomys ou d'autres animaux.
Il est principalement actif pendant la journée mais peut sortir la nuit, se déplaçant rapidement le long de ses sentiers, souvent empruntés par deux spécimens, afin d'être exposé à la prédation le moins de temps possible.
Les femelles deviennent sexuellement matures vers 45 jours. Chez les femelles, la volonté de s'accoupler peut se produire en toutes saisons. Après une grossesse d'environ 34 jours, 2 à 6 ou rarement jusqu'à 9 enfants naissent. Les nids sont souvent cachés à l'intérieur de touffes d'herbe ou d'une autre végétation dense. Ils sont faits d'herbe et ont un diamètre de 18 à 40 cm. Il coupe des sections d'herbes et forme aussi de petits tas de brins d'herbe à la surface et met en cache d'autres tas de feuillage séché sous terre, souvent dans les terriers abandonnés des Thomomys umbrinus. Les jeunes animaux obtiennent un poil après quelques heures seulement et ils se développent rapidement et sont sevrés vers 15 jours environ.
Sigmodon ochrognathus ne rivalise pas bien avec d'autres espèces du genre, comme Sigmodon leucotis (en).
En Arizona, on le trouve souvent parmi les Quercus emoryi, Quercus arizonica, Juniperus deppeana, les yuccas, les agaves, les mimosas, les Rhus ovata (en), les Opuntias et les Dasylirion wheeleri (en). Ces plantes ont souvent un long feuillage poussant à leurs bases que l'animal utilise pour se couvrir. Il partage son habitat avec Reithrodontomys fulvescens et Thomomys umbrinus et utilise les terriers de ce dernier, ainsi que des cavités sous les rochers.
Il se nourrit principalement des graines de Bouteloua gracilis, mais aussi des parties vertes d'autres plantes telles que les Muhlenbergia, les Grindelia, les aristides, Senecio flaccidus.
Il est l'hôte du pou Hoplopleura hirsuta.